# Seguidor solar

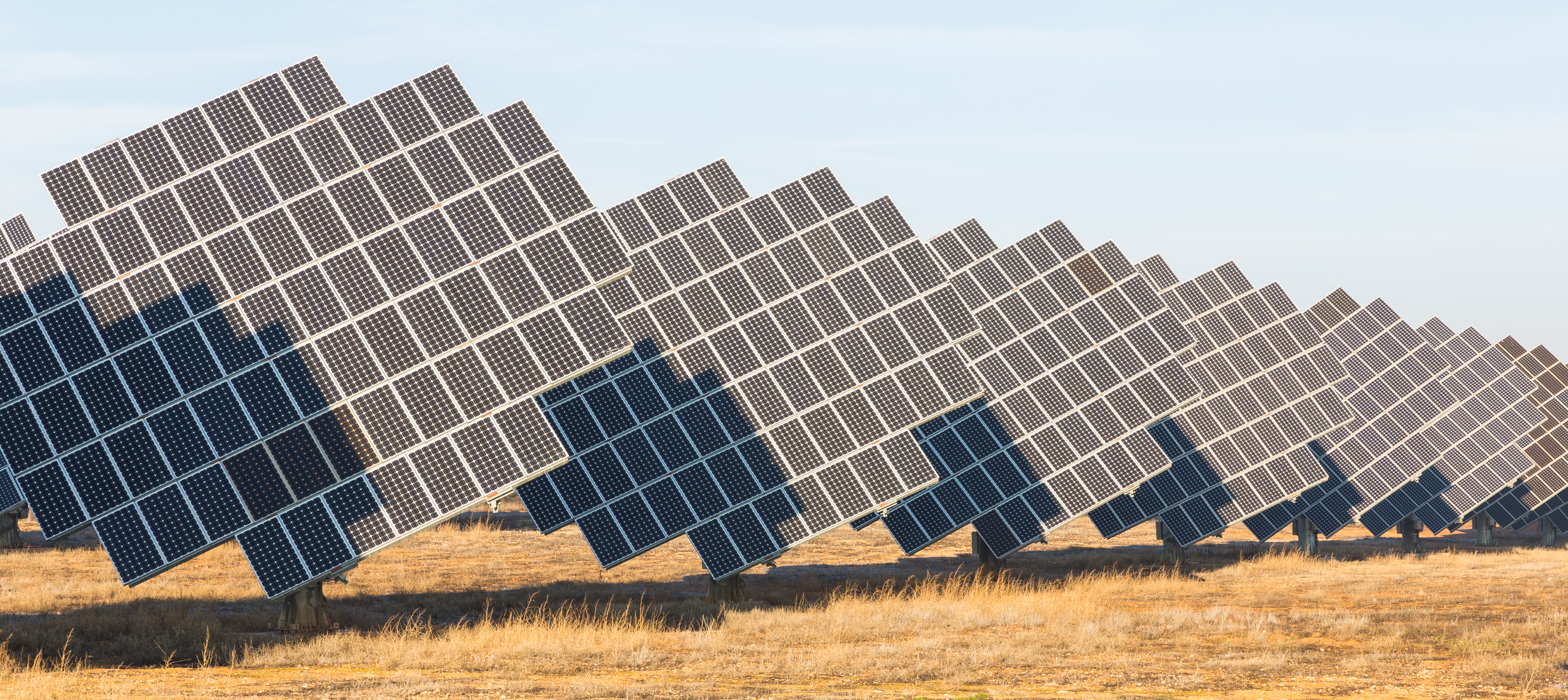
Seguidores solares en Cariñena, España.

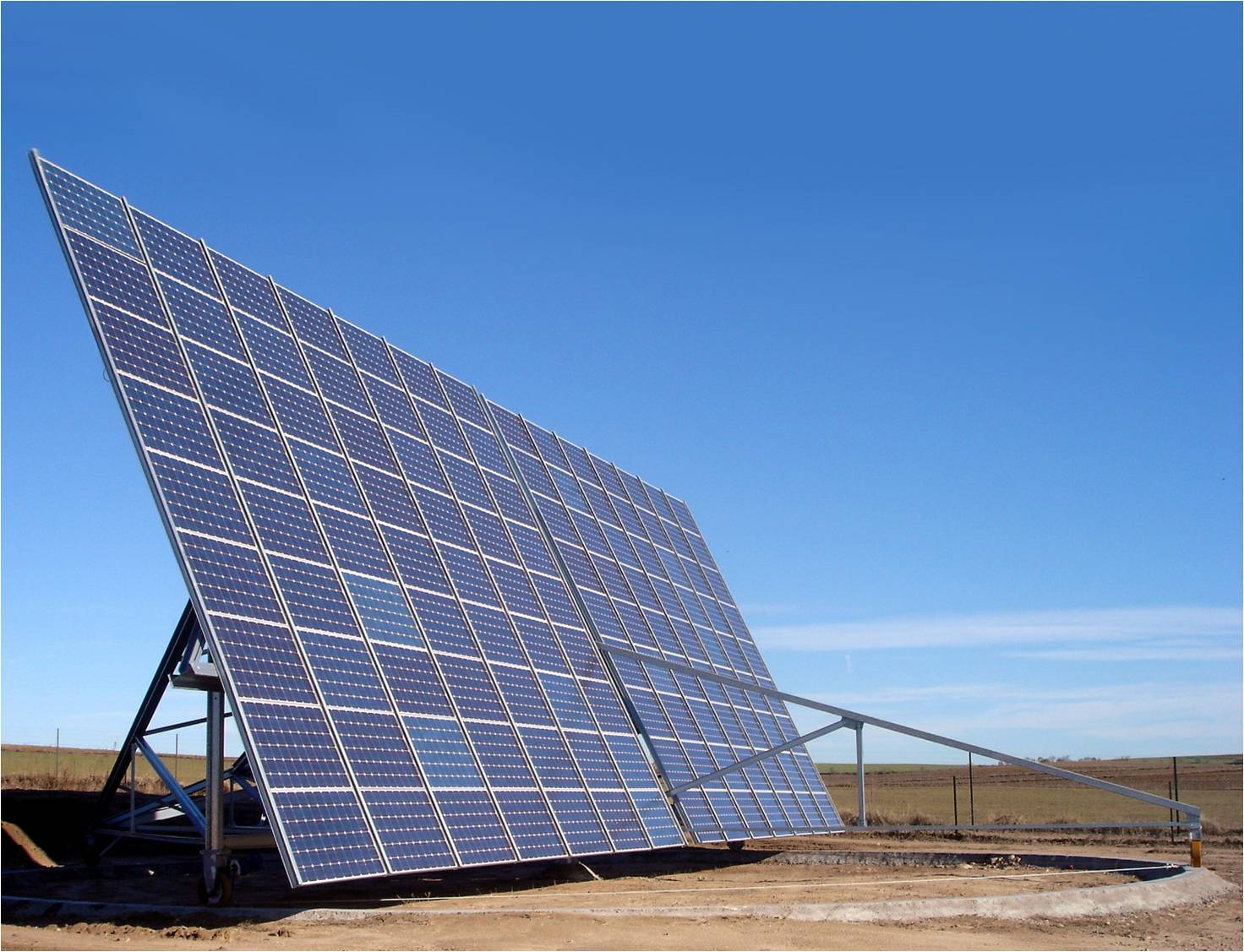
Seguidor a dos ejes.

Un seguidor solar es un dispositivo mecánico capaz de orientar los paneles solares de forma que éstos permanezcan aproximadamente perpendiculares a los rayos solares, siguiendo al sol desde el este en la alborada hasta el oeste en la puesta. Los seguidores solares son usados en todas las tecnologías de seguimiento solar: energía solar fotovoltaica convencional, energía solar fotovoltaica de concentración y energía termosolar de concentración.
Existen de varios tipos:
- En dos ejes (2x): la superficie se mantiene siempre perpendicular al sol. Existen de dos tipos:

1. Monoposte: un único apoyo central.
2. Carrousel: varios apoyos distribuidos a lo largo de una superficie circular.

- En un eje polar (1xp): la superficie gira sobre un eje orientado al sur e inclinado un ángulo igual a la latitud. El giro se ajusta para que la normal a la superficie coincida en todo momento con el meridiano terrestre que contiene al Sol. La velocidad de giro es de 15° por hora, como la del reloj.
- En un eje azimutal (1xa): la superficie gira sobre un eje vertical, el ángulo de la superficie es constante e igual a la latitud. El giro se ajusta para que la normal a la superficie coincida en todo momento con el meridiano local que contiene al Sol. La velocidad de giro es variable a lo largo del día.
- En un eje horizontal (1xh): la superficie gira en un eje horizontal y orientado en dirección norte-sur. El giro se ajusta para que la normal a la superficie coincida en todo momento con el meridiano terrestre que contiene al Sol.

## Rentabilidad del seguimiento solar
El coste y la energía generada dependen del tipo de seguidor. De forma general, se suele admitir que el seguimiento azimutal recoge de un 10% a un 20% más que las estructuras fijas. Los seguidores azimutales pueden llegar hasta el 25%. Entre los distintos seguidores a dos ejes existen variaciones de entre el 30% y el 45% de incremento de producción frente a las instalaciones fijas, así como variaciones importantes en el coste de los equipos y de las cimentaciones. Los parámetros más importantes para comparar los seguidores solares son:
- Incremento de producción de energía
- Coste del equipo e instalación del mismo
- Resistencia al viento
- Disponibilidad
- Mantenibilidad